# 洛朗·洛克里
洛朗·洛克里（法語：Laurent Lokoli，1994年10月18日—）是一位法國職業網球運動員。

## 外部連結
- 洛朗·洛克里（英文/西班牙文）的官方資料
- 洛朗·洛克里的國際網球總會 職業／青少年 官方資料（英文）
- 洛朗·洛克里的官方資料（英文）